# Tommy McLean
Thomas McLean, detto Tommy (Larkhall, 2 giugno 1947) è un allenatore di calcio ed ex calciatore scozzese, di ruolo centrocampista.

## Carriera

### Club
McLean ha trascorso l'intera carriera nel campionato scozzese. Tra il 1964 e il 1971, con la maglia del Kilmarnock, è riuscito a conquistare un titolo nazionale, nelle oltre 200 presenze raccolte. Successivamente trasferitosi ai Rangers arricchirà il proprio palmáres vincendo 3 campionati, 5 coppe nazionali e 4 coppe di lega.
In seguito al ritiro dal calcio giocato, avvenuto in seguito alla stagione 1981-1982, sceglierà di intraprendere la professione di commissario tecnico arrivando a sollevare, per la prima volta anche da dirigente, una coppa di Scozia, vinta alla guida del Motherwell nel 1991. Dopo essersi occupato, nei primi mesi dell'anno 2000, delle giovanili del Dundee United, dal 2001 è incaricato di seguire le giovanili dei Rangers.

### Nazionale
Tra il 1968 e il 1971 ha collezionato 6 presenze con la maglia della Nazionale, realizzando anche una rete, il 3 maggio 1969, ai danni del Galles.

## Statistiche

### Presenze e reti in nazionale
| Cronologia completa delle presenze e delle reti in nazionale ― Scozia | Cronologia completa delle presenze e delle reti in nazionale ― Scozia | Cronologia completa delle presenze e delle reti in nazionale ― Scozia | Cronologia completa delle presenze e delle reti in nazionale ― Scozia | Cronologia completa delle presenze e delle reti in nazionale ― Scozia | Cronologia completa delle presenze e delle reti in nazionale ― Scozia | Cronologia completa delle presenze e delle reti in nazionale ― Scozia | Cronologia completa delle presenze e delle reti in nazionale ― Scozia |
| Data                                                                  | Città                                                                 | In casa                                                               | Risultato                                                             | Ospiti                                                                | Competizione                                                          | Reti                                                                  | Note                                                                  |
| --------------------------------------------------------------------- | --------------------------------------------------------------------- | --------------------------------------------------------------------- | --------------------------------------------------------------------- | --------------------------------------------------------------------- | --------------------------------------------------------------------- | --------------------------------------------------------------------- | --------------------------------------------------------------------- |
| 16-01-1968                                                            | Copenaghen                                                            | Danimarca                                                             | 0 – 1                                                                 | Scozia                                                                | Amichevole                                                            | -                                                                     |                                                                       |
| 11-12-1968                                                            | Nicosia                                                               | Cipro                                                                 | 0 – 5                                                                 | Scozia                                                                | Qual. Mondiali 1970                                                   | -                                                                     |                                                                       |
| 03-05-1969                                                            | Wrexham                                                               | Galles                                                                | 3 – 5                                                                 | Scozia                                                                | Amichevole                                                            | 1                                                                     |                                                                       |
| 18-04-1970                                                            | Belfast                                                               | Irlanda del Nord                                                      | 0 – 1                                                                 | Scozia                                                                | Amichevole                                                            | -                                                                     |                                                                       |
| 22-04-1970                                                            | Glasgow                                                               | Scozia                                                                | 0 – 0                                                                 | Galles                                                                | Amichevole                                                            | -                                                                     |                                                                       |
| 09-06-1971                                                            | Copenaghen                                                            | Danimarca                                                             | 1 – 0                                                                 | Scozia                                                                | Qual. Euro 1972                                                       | -                                                                     |                                                                       |
| Totale                                                                |                                                                       | Presenze                                                              | 6                                                                     |                                                                       | Reti                                                                  | 1                                                                     |                                                                       |

## Palmarès

### Giocatore

#### Competizioni nazionali
- Campionato scozzese: 4

Kilmarnock: 1964-1965
Rangers: 1974-1975, 1975-1976, 1977-1978
- Coppa di Scozia: 5

Rangers: 1972-1973, 1975-1976, 1977-1978, 1978-1979, 1980-1981
- Coppa di Lega scozzese: 4

Rangers: 1970-1971, 1975-1976, 1977-1978, 1978-1979

#### Competizioni internazionali
- Coppa delle Coppe: 1

Rangers: 1971-1972

### Allenatore
- Coppa di Scozia: 1

Motherwell: 1990-1991